# Società Sportiva Barletta 1979-1980
Questa voce raccoglie le informazioni riguardanti la Società Sportiva Barletta nelle competizioni ufficiali della stagione 1979-1980.

## Stagione
La Società Sportiva Barletta ottiene la salvezza alla fine della stagione classificandosi al tredicesimo posto.

## Divise
La maglia è biancorossa, con calzoncini bianchi.

## Organigramma societario
Area direttiva
- Presidente: Francesco Francavilla

Area organizzativa
- Segretario: Nicola Stellatelli

Area tecnica
- Allenatore: Enrico Bastiani poi Vincenzo Margiotta e Savino Di Paola
- Allenatore in seconda: Vincenzo Margiotta e Savino Di Paola

Area medica
- Medico sociale: Vito Lattanzio

## Rosa
| N. |                   | Ruolo | Calciatore            |
| -- | ----------------- | ----- | --------------------- |
|    | Italia (bandiera) | P     | Liseo Filadi          |
|    | Italia (bandiera) | P     | Vincenzo Laveneziana  |
|    | Italia (bandiera) | P     | Paolo Geretti         |
|    | Italia (bandiera) | D     | Giovanni Biasio       |
|    | Italia (bandiera) | D     | Riccardo Di Bari      |
|    | Italia (bandiera) | D     | Emanuele Di Benedetto |
|    | Italia (bandiera) | D     | Vincenzo Di Rella     |
|    | Italia (bandiera) | D     | Paolo Ferla           |
|    | Italia (bandiera) | D     | Vito Iosche           |
|    | Italia (bandiera) | D     | Domenico La Mura      |
|    | Italia (bandiera) | D     | Michele Merafina      |
|    | Italia (bandiera) | D     | Domenico Tanzi        |
|    | Italia (bandiera) | C     | Daniele Antolovich    |
|    | Italia (bandiera) | C     | Giorgio Barichello    |

| N. |                   | Ruolo | Calciatore          |
| -- | ----------------- | ----- | ------------------- |
|    | Italia (bandiera) | C     | Paolo D'Este        |
|    | Italia (bandiera) | C     | Vincenzo Di Modugno |
|    | Italia (bandiera) | C     | Domenico Ferrante   |
|    | Italia (bandiera) | C     | Sabino Martiradonna |
|    | Italia (bandiera) | C     | Franco Merafina     |
|    | Italia (bandiera) | C     | Pietro Molinari     |
|    | Italia (bandiera) | C     | Michele Petruzzelli |
|    | Italia (bandiera) | C     | Ludovico Piccolo    |
|    | Italia (bandiera) | A     | Angelo Carella      |
|    | Italia (bandiera) | A     | Salvatore Esposito  |
|    | Italia (bandiera) | A     | Aldo Gravante       |
|    | Italia (bandiera) | A     | Ivo Perissinotto    |
|    | Italia (bandiera) | A     | Cosimo Pistillo     |
|    | Italia (bandiera) | A     | Giovanni Romita     |

## Risultati

### Serie C2 girone D

#### Girone di andata
| Sorrento 30 settembre 1979 1ª giornata | Sorrento | 0 – 0 | Barletta | Stadio Italia |

| Barletta 7 ottobre 1979 2ª giornata | Barletta | 0 – 0 | Terranova Gela | Stadio Comunale |

| Potenza 14 ottobre 1979 3ª giornata                                                            | Potenza   | 2 – 3 referto                    | Barletta | Stadio Alfredo Viviani |
| \| \| \| \| \| Catalano 22’ Piccinetti 85’ \| Marcatori \| 19’, 27’ Romita 62’ Perissinotto \| |           |                                  |          |                        |
|                                                                                                |           |                                  |          |                        |
| Catalano 22’ Piccinetti 85’                                                                    | Marcatori | 19’, 27’ Romita 62’ Perissinotto |          |                        |

| Barletta 21 ottobre 1979 4ª giornata | Barletta | 1 – 0 | Alcamo | Stadio Comunale |

| Squinzano 28 ottobre 1979 5ª giornata | Squinzano | 2 – 0 | Barletta | Stadio Comunale |

| Barletta 4 novembre 1979 6ª giornata | Barletta | 0 – 0 | Cosenza | Stadio Comunale |

| Arbitro: | Ramacci (Latina) |

|  |           |                   |
|  | Marcatori | 85’ (rig.) Natale |

| Brindisi 18 novembre 1979 8ª giornata | Brindisi | 1 – 0 | Barletta | Stadio Franco Fanuzzi |

| Barletta 25 novembre 1979 9ª giornata | Barletta | 0 – 0 | Vigor Lamezia | Stadio Comunale |

| Barcellona Pozzo di Gotto 2 dicembre 1979 10ª giornata | Nuova Igea | 0 – 0 | Barletta | Stadio Carlo Stagno d'Alcontres |

| Barletta 9 dicembre 1979 11ª giornata | Barletta | 3 – 0 | Ragusa | Stadio Comunale |

| Marsala 16 dicembre 1979 12ª giornata | Marsala | 1 – 0 | Barletta | Stadio Antonino Lombardo Angotta |

| Barletta 30 dicembre 1979 13ª giornata | Barletta | 2 – 0 | Monopoli | Stadio Comunale |

| Vittoria 6 gennaio 1980 14ª giornata | Vittoria | 2 – 1 | Barletta | Stadio Comunale |

| Pagani 13 gennaio 1980 15ª giornata | Paganese | 0 – 0 | Barletta | Stadio Comunale |

| Barletta 20 gennaio 1980 16ª giornata | Barletta | 1 – 0 | Messina | Stadio Comunale |

| Castellammare di Stabia 27 gennaio 1980 17ª giornata | Juve Stabia | 2 – 1 | Barletta | Stadio San Marco |

#### Girone di ritorno
| Barletta 3 febbraio 1980 18ª giornata | Barletta | 2 – 1 | Sorrento | Stadio Comunale |

| Gela 10 febbraio 1980 19ª giornata | Terranova Gela | 0 – 0 | Barletta | Stadio Vincenzo Presti |

| Barletta 17 febbraio 1980 20ª giornata | Barletta | 0 – 0 referto | Potenza | Stadio Comunale |

| Alcamo 24 febbraio 1980 21ª giornata | Alcamo | 0 – 2 | Barletta | Stadio Lelio Catella |

| Barletta 2 marzo 1980 22ª giornata | Barletta | 1 – 1 | Squinzano | Stadio Comunale |

| Cosenza 9 marzo 1980 23ª giornata | Cosenza | 2 – 0 | Barletta | Stadio San Vito |

| Arbitro: | Belfiori (Perugia) |

|                                 |           |                |
| Natale 13’ Bacchiocchi 25’, 66’ | Marcatori | 26’ Barichello |

| Barletta 23 marzo 1980 25ª giornata | Barletta | 0 – 2 | Brindisi | Stadio Comunale |

| Lamezia Terme 30 marzo 1980 26ª giornata | Vigor Lamezia | 1 – 0 | Barletta | Stadio Guido D'Ippolito |

| Barletta 14 aprile 1980 27ª giornata | Barletta | 4 – 0 | Nuova Igea | Stadio Comunale |

| Ragusa 21 aprile 1980 28ª giornata | Ragusa | 1 – 0 | Barletta | Stadio Selvaggio |

| Barletta 28 aprile 1980 29ª giornata | Barletta | 1 – 1 | Marsala | Stadio Comunale |

| Monopoli 11 maggio 1980 30ª giornata | Monopoli | 1 – 0 | Barletta | Stadio Vito Simone Veneziani |

| Barletta 18 maggio 1980 31ª giornata | Barletta | 2 – 0 | Vittoria | Stadio Comunale |

| Barletta 25 maggio 1980 32ª giornata | Barletta | 0 – 0 | Paganese | Stadio Comunale |

| Messina 1º giugno 1980 33ª giornata | Messina | 2 – 1 | Barletta | Stadio Giovanni Celeste |

| Barletta 8 giugno 1980 34ª giornata | Barletta | 4 – 2 | Juve Stabia | Stadio Comunale |

### Girone 31
| Barletta 26 agosto 1979 1ª giornata | Barletta | 1 – 3 | Foggia | Stadio Comunale |

| Barletta 2 settembre 1979 2ª giornata | Barletta | 0 – 2 | Potenza | Stadio Comunale |

| Foggia 12 settembre 1979 4ª giornata | Foggia | 1 – 0 | Barletta | Stadio Pino Zaccheria |

| Potenza 16 settembre 1979 5ª giornata | Potenza | 2 – 0 | Barletta | Stadio Alfredo Viviani |

## Statistiche

### Statistiche di squadra
| Competizione           | Punti | In casa | In casa | In casa | In casa | In casa | In casa | In trasferta | In trasferta | In trasferta | In trasferta | In trasferta | In trasferta | Totale | Totale | Totale | Totale | Totale | Totale | DR |
| Competizione           | Punti | G       | V       | N       | P       | Gf      | Gs      | G            | V            | N            | P            | Gf           | Gs           | G      | V      | N      | P      | Gf     | Gs     | DR |
| ---------------------- | ----- | ------- | ------- | ------- | ------- | ------- | ------- | ------------ | ------------ | ------------ | ------------ | ------------ | ------------ | ------ | ------ | ------ | ------ | ------ | ------ | -- |
| Serie C2               | 31    | 17      | 8       | 7       | 2       | 21      | 8       | 17           | 2            | 4            | 11           | 9            | 20           | 34     | 10     | 11     | 13     | 30     | 28     | +2 |
| Coppa Italia Semiprof. | 0     | 2       | 0       | 0       | 2       | 1       | 5       | 2            | 0            | 0            | 2            | 0            | 3            | 4      | 0      | 0      | 4      | 1      | 8      | -7 |
| Totale                 | 31    | 19      | 8       | 7       | 4       | 22      | 13      | 19           | 2            | 4            | 13           | 9            | 23           | 38     | 10     | 11     | 17     | 31     | 36     | -5 |

### Statistiche dei giocatori
| Giocatore       | Serie C2 | Serie C2 | Coppa Italia Semiprofessionisti | Coppa Italia Semiprofessionisti | Totale   | Totale |
| Giocatore       | Presenze | Reti     | Presenze                        | Reti                            | Presenze | Reti   |
| --------------- | -------- | -------- | ------------------------------- | ------------------------------- | -------- | ------ |
| D. Antolovich   | 5        | 0        | ?                               | ?                               | 5+       | 0+     |
| G. Barichello   | 18       | 1        | ?                               | ?                               | 18+      | 1+     |
| G. Biasio       | 29       | 0        | ?                               | ?                               | 29+      | 0+     |
| A. Carella      | 23       | 3        | ?                               | ?                               | 23+      | 3+     |
| P. D'Este       | 2        | 0        | ?                               | ?                               | 2+       | 0+     |
| R. Di Bari      | 1        | 0        | ?                               | ?                               | 1+       | 0+     |
| E. Di Benedetto | 26       | 0        | ?                               | ?                               | 26+      | 0+     |
| V. Di Modugno   | 10       | 0        | ?                               | ?                               | 10+      | 0+     |
| V. Di Rella     | 1        | 0        | ?                               | ?                               | 1+       | 0+     |
| S. Esposito     | 21       | 2        | ?                               | ?                               | 21+      | 2+     |
| P. Ferla        | 5        | 0        | ?                               | ?                               | 5+       | 0+     |
| D. Ferrante     | 22       | 2        | ?                               | ?                               | 22+      | 2+     |
| L. Filadi       | 7        | - 4      | ?                               | ?                               | 7+       | 0+     |
| P. Geretti      | 10       | - 7      | ?                               | ?                               | 10+      | 0+     |
| A. Gravante     | 10       | 2        | ?                               | ?                               | 10+      | 2+     |
| V. Iosche       | 30       | 0        | ?                               | ?                               | 30+      | 0+     |
| D. La Mura      | 1        | 0        | ?                               | ?                               | 1+       | 0+     |
| V. Laveneziana  | 18       | - 17     | ?                               | ?                               | 18+      | 0+     |
| S. Martiradonna | 1        | 0        | ?                               | ?                               | 1+       | 0+     |
| F. Merafina     | 23       | 0        | ?                               | ?                               | 23+      | 0+     |
| M. Merafina     | 11       | 0        | ?                               | ?                               | 11+      | 0+     |
| P. Molinari     | 27       | 2        | ?                               | ?                               | 27+      | 2+     |
| I. Perissinotto | 30       | 6        | ?                               | ?                               | 30+      | 6+     |
| M. Petruzzelli  | 21       | 0        | ?                               | ?                               | 21+      | 0+     |
| L. Piccolo      | 1        | 0        | ?                               | ?                               | 1+       | 0+     |
| C. Pistillo     | 1        | 0        | ?                               | ?                               | 1+       | 0+     |
| G. Romita       | 20       | 6        | ?                               | ?                               | 20+      | 6+     |
| D. Tanzi        | 30       | 4        | ?                               | ?                               | 30+      | 4+     |